# هیویت (تگزاس)
هیویت، تگزاس(به انگلیسی: Hewitt, Texas) شهری در ایالت تگزاس از ایالات جنوبی ایالات متحده آمریکا است. در سرشماری سال ۲۰۰۰، جمعیت این شهر ۱۱۰۸۵ نفر اعلام شد.